# 35 Ceti
35 Ceti är en gulvit stjärna i huvudserien i stjärnbilden Valfisken.
35 Ceti har visuell magnitud +6,55 och är lite för ljussvag för att ses för blotta ögat ens vid god seeing. Den befinner sig på ett avstånd av ungefär 160 ljusår.